# Futbol Kampı Titanic Deluxe Belek
Futbol Kampı Titanic Deluxe Belek – kompleks piłkarski w miejscowości Kumköy niedaleko Antalyi, w Turcji. Obiekt należy do hotelu Titanic Deluxe Golf Belek. Główny stadion kompleksu posiada po stronie zachodniej trybunę z miejscami siedzącymi, a jego pojemność wynosi 2000 widzów. 21 lutego 2019 roku na tym stadionie odbył się towarzyski mecz piłkarskich reprezentacji narodowych (Kazachstan – Mołdawia 1:0).